# De Brug (Amersfoort)
De Brug is een kerkgebouw, gelegen aan de Schuilenburgerweg 2 te Amersfoort. De kerk bedient de lidmaten van de Protestantse Gemeente Amersfoort in de wijk Schuilenburg.
De in 1970 gebouwde bakstenen kerk is uitgevoerd in modernistische stijl. De betrekkelijk lage kerkzaal heeft een licht hellend dak. Er zijn een aantal lage bijgebouwen. Oorspronkelijk was het een Nederlands Hervormde kerk, en deze is later opgegaan in de PKN. In 2006 werd de kerk nog gerenoveerd. Ook de Chinese Christelijke Gemeente Nederland (CCGN) maakt gebruik van dit gebouw.
Het orgel stamt uit 1970 en werd gebouwd door de Firma J. de Koff.